# Dana Bash

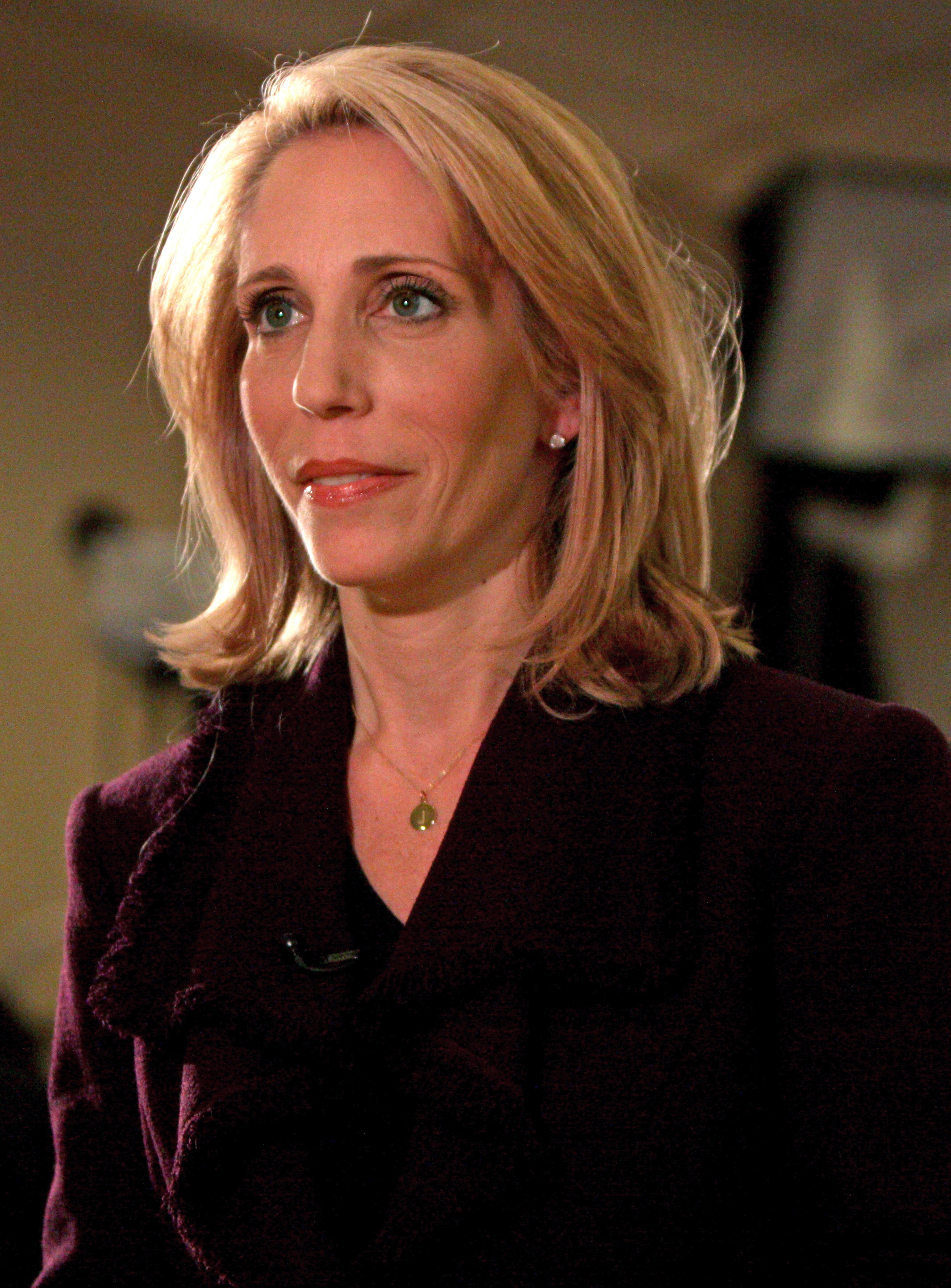
Dana Bash (2012)

Dana Ruth Schwartz Bash (* 15. Juni 1971 in Montvale, New Jersey, geb. Dana Ruth Schwartz) ist eine US-amerikanische Journalistin. Sie arbeitet als Anchorwoman für den Fernsehsender CNN.

## Biografie
Bash absolvierte ihre High-School-Zeit an der Pascack Hills High School in ihrem Heimatort Montvale. Danach absolvierte sie an der George Washington University in Washington, D.C. ihren Bachelor „cum laude“ in Politikwissenschaften und schloss sich dann CNN an. Nachdem sie in Washington als Editor gearbeitet hatte, berichtete sie 2000 ausführlich vom Wahlkampf von Al Gore, dem Präsidentschaftskandidaten der Demokratischen Partei. Bash berichtete außerdem live von den Anschlägen des 11. September.
In den acht Jahren der Präsidentschaft von George W. Bush berichtete Bash vom Hurrikan Katrina, der Gefangennahme von Saddam Hussein, dem Wahlkampf zur Präsidentschaft 2004 und den 2006 Mid-Term-Wahlen. Bash war auf die Präsidentschaftswahl in den Vereinigten Staaten 2008 für die Republikanische Partei fokussiert und berichtete bei der CNN-Wahlnacht live von deren offizieller Wahlparty in Scottsdale.
Am 27. Juni 2024 moderierte sie mit ihrem CNN-Kollegen Jake Tapper die erste Fernsehdebatte im US-Präsidentschaftswahlkampf 2024 zwischen US-Präsidenten Joe Biden und seinem Herausforderer Donald Trump.
In der 2016 erschienenen Comicverfilmung Batman v Superman: Dawn of Justice von Zack Snyder hat sie einen Cameo-Auftritt, in dem sie sich selbst spielt.

## Privatleben
Bash ist die Tochter von Stu Schwartz, einem Journalisten des Nachrichtensenders ABC, und der Autorin Francie Schwartz. Sie hat einen Bruder.
Von 1998 bis 2007 war sie mit Jeremy B. Bash verheiratet. Im Mai 2008 heiratete sie ihren CNN-Kollegen John King, der wie sie auf Berichterstattung über die Republikanische Partei spezialisiert ist. Da Bash jüdischen Glaubens ist, konvertierte ihr Ehemann ebenfalls zum Judentum. Sie behielt dabei den Namen „Bash“. Die Ehe mit John King wurde 2012 geschieden. Sie haben einen gemeinsamen Sohn (* 2011).